# Port Allen
Port Allen è un comune degli Stati Uniti d'America, situato nello Stato della Louisiana, in particolare nella parrocchia di West Baton Rouge, della quale è il capoluogo.